# Святий Георгій (Мантенья)
«Святий Георгій» (італ. San Giorgio) — картина італійського живописця Андреа Мантеньї. Створена близько 1460 року. З 1856 року картина зберігається в колекції Галереї Академії у Венеції.

## Опис
На картині зображений святий Георгій, який відчужено дивиться вдалину, уособлючи скоріше за все ідеал героя-переможця, аніж християнського святого. Зображення лицаря, чиї блискучі обладунки виконані за ескізом Якопо Белліні, тестя художника, поміщене у мармурове обрамлення, що охоплює сцену згідно з простою, але суворою перспективною побудовою, і обмежує примарний простір; гірлянда з квітів і фруктів зверху — прикраса у падуанському стилі — стає частиною обрамлення, створюючи ілюзію реальності. Реальній простір ніби продовжується у живописному, що створює враження безперервності: зорову ілюзію підкреслює голова дракона і права рука святого Георія зі списом, що виходить за межу уявного мармурового фризу. Мантенья мав намір втягнути глядача у композицію; у цьому сенсі і розподілення світла, чистого, нежовтого як у інших митців, кришталевого, сприяє створення більш міцного зв'язку між двома вимірами.
Місто, зображене на фоні, ототожнюють із Селеною, де, згідно із «Золотою легендою», святий Георгій вбив дракона. Постановка голови святого Георгія і напрям його погляду є підставою вважати, що раніше картина була однією з частин втраченого нині поліптиху.